# Wohnhäuser Nordstraße 3 und 5
Die Wohnhäuser Nordstraße 3 und 5, Ecke Altensieler Straße, im niedersächsischen Nordenham-Atens im Landkreis Wesermarsch stammen aus dem 20. Jahrhundert.
Aktuell (2023) werden sie als Wohnhäuser genutzt.
Die Gebäude stehen unter Denkmalschutz (siehe auch Liste der Baudenkmale in Nordenham).

## Beschreibung
Die Gruppe besteht aus den zwei eingeschossigen traufständigen verputzten Gebäuden mit Drempel, Satteldach mit zwei Gauben und den zweigeschossigen Giebelrisaliten sowie einem rückwärtigen Anbau. Sie wurde um 1905 gebaut.
Das Landesdenkmalamt befand zur Bedeutung der Gruppe: „… städtebaulich …“